# Perdita blaisdelli
Perdita blaisdelli är en biart som beskrevs av Timberlake 1954. Perdita blaisdelli ingår i släktet Perdita och familjen grävbin. Inga underarter finns listade i Catalogue of Life.